# Jelenjak
Jelenjak est un village de la municipalité de Desinić (comitat de Krapina-Zagorje) en Croatie. Au recensement de 2011, le village comptait 102 habitants.